# Lepnica karpacka
Lepnica karpacka, lepnica wschodniokarpacka (Silene nutans subsp. dubia (Herbich) Zapal.  – podgatunek lepnicy zwisłej (Silene nutans), rośliny z rodziny goździkowatych. We florze Polski opisywany w randze gatunku Silene dubia.

## Rozmieszczenie geograficzne
Występuje w Karpatach Wschodnich i Południowych oraz w Siedmiogrodzie. W Polsce rośnie tylko w Bieszczadach Zachodnich na Połoninie Bukowskiej na wysokości około 1140 m. Najbliżej tego stanowiska znajdują się populacje w Wyhorlacie na Słowacji (na wysokości 1076 m) oraz na Stince w Górach Bukowskich na Ukrainie.

## Morfologia
ŁodygaWzniesiona, nierozgałęziona, do 40 cm wysokości.
LiścieLiście odziomkowe łopatkowatolancetowate, liście łodygowe równowąskie do lancetowatych. Brzeg liści pokryty krótkimi, 1-2-komórkowymi włoskami.
KwiatyZebrane w 2-3-kwiatowe wierzchotki, te z kolei zebrane w grono. Kielich tutkowatocylindryczny o trójkątnych ząbkach, gruczołowato owłosiony, o długości 10-11,5 mm. Jest biały lub czerwonawy, z zielonymi pasmami wzdłuż nerwów.  Korona biała lub żółtawa, z głęboko rozciętymi płatkami o długości 5,5-7,5 mm. Paznokieć płatków u szczytu uszkowato rozszerzony. Słupek na owłosionym trzoneczku.
OwocJajowata torebka długości 8-10 mm. Zawiera nasiona o długości 0,7-1 mm.

## Biologia i ekologia
Bylina, hemikryptofit. Rośnie w szczelinach skalnych. Kwitnie od czerwca do lipca. Liczba chromosomów 2n=24.

## Zagrożenia i ochrona
Gatunek umieszczony w Polskiej Czerwonej Księdze Roślin oraz na polskiej czerwonej liście w kategorii VU (narażony). Jedyne w Polsce stanowisko znajduje się na chronionym obszarze Bieszczadzkiego Parku Narodowego, jednak jest  to w Polsce gatunek zagrożony, ze względu na niewielką populację oraz jedyne stanowisko, i to w pobliżu szlaku turystycznego. W 2002 r. na stanowisku tym rosło około 100 pędów